# جمعية فلسفة العلوم
جمعية فلسفة العلوم (PSA) هي منظمة أكاديمية دولية تأسست عام 1933 لتعزيز البحث والتدريس والمناقشة الحرة للقضايا في فلسفة العلوم من وجهات نظر متنوعة. تشارك PSA في أنشطة مثل نشر الدوريات والمقالات والدراسات في مجال فلسفة العلوم؛ وعقد مؤتمرات ثنائية؛ ومنح جوائز للأعمال المتميزة في هذا المجال؛ ودعم الباحثين في بداية حياتهم المهنية؛ ورعاية فعاليات المشاركة العامة.